# Райт, Стивен (футболист)
Стивен Джон Райт (англ. Stephen John Wright; род. 8 февраля 1980, Бутл, Мерсисайд) — английский футболист, защитник. Лучше всего известен по своим выступлениям за «Сандерленд».

## Клубная карьера

### Ливерпуль
Стивен присоединился к «Ливерпулю» в 1996 году, предпочтя «красных» команде, за которую он болел с детства — «Эвертону». В августе 1997 года он подписал профессиональный контракт, а в следующем сезоне вместе с партнёром по резервной команде Стивеном Джеррардом впервые попал в заявку на матч первого состава клуба, 24 ноября 1998 года оказавшись в числе запасных в игре против испанской «Сельты» в розыгрыше Кубка УЕФА.
После аренды в «Кру Александра» в сезоне 1999/00 Райт наконец дебютировал в первой команде, 29 ноября 2000 года выйдя на замену Маркусу Баббелю в перерыве матча против «Сток Сити» в Кубке Лиги (8:0). В том сезоне он провёл за «Ливерпуль» 4 матча.
Хотя Стивен начинал свою карьеру в качестве центрального полузащитника, в сезоне 2001/02 он всё больше начал играть на правом краю обороны, хорошо зарекомендовав себя. 27 октября 2001 года Райт впервые в карьере был удалён с поля, получив красную карточку в матче против «Чарльтон Атлетик» на «Уэлли». Три дня спустя он забил свой первый гол за «Ливерпуль», отличившись в матче Лиги чемпионов против дортмундской «Боруссии» (2:0). Всего за первую команду «красных» он провёл 21 матч, забив один гол.

### Сандерленд
После того, как Стивен понял, что его возможности получать регулярную игровую практику в первом составе «Ливерпуля» сильно ограничены, он решил перейти в «Сандерленд». Сумма сделки составила 1,5 миллиона фунтов с возможностью увеличения до трёх миллионов. В команде он получил второй номер и стал основным правым защитником, вытеснив из состава Бернта Хааса, который отправился в аренду в «Базель». Манера игры Райта и его бескомпромиссность помогли ему поначалу завоевать уважение у болельщиков клуба, но потеря игровой формы и неудачные выступления команды послужили причиной того, что ближе к концу сезона он всё чаще стал подвергаться критике со стороны фанов. «Сандерленд» по итогам сезона вылетел из Премьер-лиги, набрав всего 19 очков. По ходу кампании сначала был отправлен в отставку Питер Рид, который всего за две недели до этого приобрёл Стивена в клуб, а пять месяцев спустя был уволен и Говард Уилкинсон, сменивший Рида на посту главного тренера.
Новый менеджер «Сандерленда», Мик Маккарти, до этого возглавлявший сборную Ирландии, в течение сезона 2003/04 постоянно ротировал на позиции правого защитника Райта и его партнёра Даррена Уильямса. Клуб уверенно шёл в таблице, и это помогло Райту начать более уверенно играть на своей позиции, где он провёл несколько очень хороших матчей. 25 августа 2003 года он забил свой первый гол за «Сандерленд» в матче против «Уотфорда» на «Стэдиум оф Лайт».
К сожалению для Стивена и его команды, «Сандерленд» уступил в плей-офф «Кристал Пэлас» право побороться за путёвку в Премьер-Лигу, тем самым потеряв шанс вернуться в высший эшелон английского футбола через год после вылета. Летом 2004 года Маккарти купил правого защитника Марка Линча из «Манчестер Юнайтед», но Райт всё равно остался основным игроком на этой позиции. «Сандерленд» плохо начал кампанию, но сумел в итоге победить. Райт сыграл в возвращении клуба в Премьер-лигу важную роль и заслужил уважение болельщиков, которые до этого критиковали его. В голосовании по определению Лучшего игрока сезона Стивен занял четвёртое место.
Когда «Сандерленд» начал новый сезон в Премьер-лиге, Райт ожидал, что он останется основным правым защитником команды, но серьёзная травма, полученная после первой же игры, вывела его из строя на полгода. Затем он вернулся, но получил красную карточку в первом же после возвращения матче против «Вест Хэм Юнайтед» 4 февраля 2006 года, а потом снова травмировался. Ему понадобилась операция, и в итоге Райт провёл в том сезоне лишь два матча за первый состав команды. «Сандерленд» занял в таблице последнее место, поставив новый анти-рекорд по количеству набранных очков.
Мик Маккарти был уволен ближе к концу сезона 2005/06, и новым президентом и тренером клуба стал бывший партнёр Стивена по команде Нилл Куинн. В первых матчах сезона Райт участия не принимал, так как ему Куинн предпочёл полузащитника Рори Делапа. Первый за семь месяцев матч Стивен провёл 12 августа 2006 года против «Плимута» (2:3). Через две игры он опять получил травму и потерял место в составе.

### Сток Сити
3 августа 2007 года было объявлено, что Стивен Райт присоединится к «Сток Сити» на правах аренды на пять месяцев. В январе 2008 года срок аренды истёк, и он вернулся в «Сандерленд», рассчитывая вновь пробиться в состав, однако не сумел этого сделать. В конце сезона 2007/08 контракт между клубом и игроком был расторгнут.

### Ковентри Сити
Летом 2008 года сразу несколько клубов, в том числе «Халл Сити», вышедший в Премьер-лигу, проявляли интерес к Райту. Стивен прошёл просмотр в «Ковентри Сити», принимал активное участие в предсезонных матчах команды и 8 августа подписал контракт сроком на два года.

## Международная карьера
В составе сборной Англии он принимал участие в чемпионате мира среди юношей. Однако команда, в которой кроме Стивена играли также Стюарт Тэйлор, Эшли Коул, Питер Крауч, Энди Джонсон, Мэттью Этерингтон и другие, заняла последнее место в группе, проиграв все три своих матча.

## Достижения
- Обладатель Кубка УЕФА: 2000/01
- Вице-чемпион Англии: 2001/02
- Победитель Футбольной лиги (2): 2004/05, 2006/07